# Saturn Awards 1987
La 14ª edizione dei Saturn Awards si è svolta il 17 maggio 1987, per premiare le migliori produzioni cinematografiche del 1986.

## Candidati e vincitori
I vincitori sono indicati in grassetto.

### Film

#### Miglior film di fantascienza
- Aliens - Scontro finale (Aliens), regia di James Cameron[1]
- Navigator (Flight of the Navigator), regia di Randal Kleiser
- Peggy Sue si è sposata (Peggy Sue Got Married), regia di Francis Ford Coppola
- Corto circuito (Short Circuit), regia di John Badham
- Rotta verso la Terra (Star Trek IV: The Voyage Home), regia di Leonard Nimoy

#### Miglior film horror
- La mosca (The Fly), regia di David Cronenberg[2]
- From Beyond - Terrore dall'ignoto (From Beyond), regia di Stuart Gordon
- La piccola bottega degli orrori (Little Shop of Horrors), regia di Frank Oz
- Poltergeist II - L'altra dimensione (Poltergeist II: The Other Side), regia di Brian Gibson
- Psycho III, regia di Anthony Perkins

#### Miglior film fantasy
- Il ragazzo che sapeva volare (The Boy Who Could Fly), regia di Nick Castle[3]
- Fievel sbarca in America (An American Tail), regia di Don Bluth
- Mr. Crocodile Dundee ("Crocodile" Dundee), regia di Peter Faiman
- Il bambino d'oro (The Golden Child), regia di Michael Ritchie
- Labyrinth - Dove tutto è possibile (Labyrinth), regia di Jim Henson

#### Miglior attore
- Jeff Goldblum - La mosca (The Fly)
- Michael Biehn - Aliens - Scontro finale (Aliens)
- Anthony Perkins - Psycho III
- Leonard Nimoy - Rotta verso la Terra (Star Trek IV: The Voyage Home)
- William Shatner - Rotta verso la Terra (Star Trek IV: The Voyage Home)

#### Miglior attrice
- Sigourney Weaver - Aliens - Scontro finale (Aliens)
- Geena Davis - La mosca (The Fly)
- Barbara Crampton - From Beyond - Terrore dall'ignoto (From Beyond)
- Elisabeth Shue - Link
- Kathleen Turner - Peggy Sue si è sposata (Peggy Sue Got Married)

#### Miglior attore non protagonista
- Bill Paxton - Aliens - Scontro finale (Aliens)
- Richard Moll - Chi è sepolto in quella casa? (House)
- Clu Gulager - Hunter's Blood
- James Doohan - Star Trek IV: Rotta verso la Terra (Star Trek IV: The Voyage Home)
- Walter Koenig - Star Trek IV: Rotta verso la Terra (Star Trek IV: The Voyage Home)

#### Miglior attrice non protagonista
- Jenette Goldstein - Aliens - Scontro finale (Aliens)
- Vanity - 52 gioca o muori (52 Pick-Up)
- Kay Lenz - Chi è sepolto in quella casa? (House)
- Catherine Hicks - Star Trek IV: Rotta verso la Terra (Star Trek IV: The Voyage Home)
- Grace Jones - Vamp

#### Miglior attore emergente
- Carrie Henn - Aliens - Scontro finale (Aliens)
- Lucy Deakins - Il ragazzo che sapeva volare (The Boy Who Could Fly)
- Jay Underwood - Il ragazzo che sapeva volare (The Boy Who Could Fly)
- Scott Grimes - Critters, gli extraroditori (Critters)
- Joey Cramer - Navigator (Flight of the Navigator)

#### Miglior regia
- James Cameron - Aliens - Scontro finale (Aliens)[4]
- Randal Kleiser - Navigator (Flight of the Navigator)
- John Badham - Corto circuito (Short Circuit)
- Leonard Nimoy - Rotta verso la Terra (Star Trek IV: The Voyage Home)
- David Cronenberg - La mosca (The Fly)

#### Miglior sceneggiatura
- James Cameron - Aliens - Scontro finale (Aliens)
- Nick Castle - Il ragazzo che sapeva volare (The Boy Who Could Fly)
- Paul Hogan, Ken Shadie e John Cornell - Mr. Crocodile Dundee ("Crocodile" Dundee)
- Howard Ashman - La piccola bottega degli orrori (Little Shop of Horrors)
- Steve Meerson, Peter Krikes, Harve Bennett e Nicholas Meyer - Rotta verso la Terra (Star Trek IV: The Voyage Home)

#### Migliori effetti speciali
- Stan Winston, Robert Skotak e Dennis Skotak - Aliens - Scontro finale (Aliens)
- Lyle Conway - La piccola bottega degli orrori (Little Shop of Horrors)
- Richard Edlund - Poltergeist II - L'altra dimensione (Poltergeist II: The Other Side)
- Syd Mead e Eric Allard - Corto circuito (Short Circuit)
- Ken Ralston e Michael Lantieri - Rotta verso la Terra (Star Trek IV: The Voyage Home)

#### Miglior colonna sonora
- Alan Menken - La piccola bottega degli orrori (Little Shop of Horrors)
- James Horner - Fievel sbarca in America (An American Tail)
- John Carpenter - Grosso guaio a Chinatown (Big Trouble in Little China)
- Howard Shore - La mosca (The Fly)
- Jerry Goldsmith - Link

#### Migliori costumi
- Robert Fletcher - Rotta verso la Terra (Star Trek IV: The Voyage Home)
- Emma Porteous - Aliens - Scontro finale (Aliens)
- Brian Froud e Ellis Flyte - Labyrinth - Dove tutto è possibile (Labyrinth)
- Marit Allen - La piccola bottega degli orrori (Little Shop of Horrors)
- Theadora Van Runkle - Peggy Sue si è sposata (Peggy Sue Got Married)

#### Miglior trucco
- Chris Walas - La mosca (The Fly)
- Peter Robb-King - Aliens - Scontro finale (Aliens)
- John Carl Buechler, John Naulin, Anthony Doublin e Mark Shostrom - From Beyond - Terrore dall'ignoto (From Beyond)
- Rob Bottin - Legend
- Wes Dawn, Jeff Dawn e James Lee McCoy - Rotta verso la Terra (Star Trek IV: The Voyage Home)

## Premi speciali
- President's Award: 
  - Joseph Stefano
  - Marshall Brickman - Gioco mortale - Manhattan Project (The Manhattan Project)
- George Pal Memorial Award: Arnold Leibovit
- Life Career Award: Leonard Nimoy